# Twierdzenie Kołmogorowa o normowaniu przestrzeni liniowo-topologicznych
Twierdzenie Kołmogorowa o normowaniu przestrzeni liniowo-topologicznych - twierdzenie charakteryzujące te przestrzenie liniowo-topologiczne, w których da się wprowadzić normę tak by oryginalna topologia przestrzeni pokrywała się z topologią wprowadzoną przez normę (tj. przestrzenie normowalne). Twierdzenie udowodnione w 1934 przez A. N. Kołmogorowa.

## Twierdzenie
Niech X będzie przestrzenią liniowo-topologiczną Hausdorffa. Wówczas X jest normowalna wtedy i tylko wtedy, gdy istnieje w X ograniczone i wypukłe otoczenie zera.

## Dowód
Jeżeli X jest przestrzenią normowalną, to ustaliwszy normę {\displaystyle \|\cdot \|} w tej przestrzeni generującą wyjściową topologię, kula jednostkowa:
{\displaystyle B=\{x\in X\colon \|x\|\leqslant 1\}}
jest ograniczonym i wypukłym otoczeniem zera.
Niech teraz X będzie przestrzenią mającą ograniczone i wypukłe otoczenie zera B. Istnieje wówczas zbalansowane (i wypukłe) otoczenie zera U zawarte w B. W szczególności, funkcjonał Minkowskiego zbioru U jest normą w X. Z ograniczoności zbioru B (a więc także zbioru U) wynika, że dla każdej liczby naturalnej n zbiór
{\displaystyle U_{n}=n^{-1}U}
jest ograniczonym otoczeniem zera i że zbiory te tworzą bazę otoczeń zera przestrzeni X, tj. topologia wyznaczona przez normę (tj. funkcjonał Minkowskiego zbioru U) jest równoważna wyjściowej topologii przestrzeni X .